# (100013) 1989 CD3
(100013) 1989 CD3 es un asteroide perteneciente al cinturón de asteroides, descubierto el 4 de febrero de 1989 por Eric Walter Elst desde el Observatorio de La Silla, Chile.

## Designación y nombre
Designado provisionalmente como 1989 CD3.

## Características orbitales
1989 CD3 está situado a una distancia media del Sol de 2,792 ua, pudiendo alejarse hasta 3,209 ua y acercarse hasta 2,375 ua. Su excentricidad es 0,149 y la inclinación orbital 10,97 grados. Emplea 1704 días en completar una órbita alrededor del Sol.

## Características físicas
La magnitud absoluta de 1989 CD3 es 15,3. Tiene 5,29 km de diámetro y su albedo se estima en 0,063.